# エドワード・エンターテインメント・グループ
エドワード・エンターテインメント・グループ株式会社は、宮城県仙台市に本拠を置き、アーティストマネージメント、ライブの企画制作、インディーズ系レコードレーベル「UNDER HORSE RECORDS」およびライブハウス「darwin」の運営などを行う総合音楽会社である。

## 概要
支店経済都市である仙台市には中央資本のレコード会社20社が営業所を構えていたが、2000年（平成12年）にそれら全てが閉鎖されたことで、東北地方の音楽市場にはニッチが生まれた。このニッチ市場に参入した企業の1つがエドワードリミテッド（現在のエドワード・エンターテインメント・グループ）である。
情報発信の中心地である東京ではなく、地方都市に本拠を置く同社が地の利の悪さを克服出来たのは、まず、エイベックスやユニバーサルミュージックといった全国への宣伝力がある東京資本のレコード会社と提携したことによる。もう1つは、21世紀になって特に発達したパソコンや携帯電話のインターネット、すなわち、ウェブサイトやモバイルツールを営業活動上の重要なインフラとして有効活用したからであり、さらに「街鳴り」と言われる営業方法を加えることによって人気アーティストを生み出してきた。
同社には、MONKEY MAJIKを初めとする人気アーティストが所属しており、地方発信型アーティストが活躍する現在のJ-POPシーンの一角を占めている。

## 所属アーティスト
エドワード・エンターテインメント・グループ所属アーティストの一覧。メジャー・デビューしている場合は、所属レーベルも記載。
| 所属アーティスト   | 居住地域 | 所属レコード会社    | 所属レーベル |
| ------------------ | -------- | ------------------- | ------------ |
| ティーナ・カリーナ | 仙台     | -                   | -            |
| パンダライオン     | 仙台     | UNDER HOUSE RECORDS | 同左         |
| MELOGAPPA          | 仙台     | -                   | -            |

| 所属アーティスト       | 居住地域 | 所属レコード会社           | 所属レーベル         |
| ---------------------- | -------- | -------------------------- | -------------------- |
| GReeeeN                | 郡山     | ユニバーサル ミュージック  | ZEN MUSIC            |
| キマグレン             | 湘南     | ユニバーサル ミュージック  | less than zero       |
| Rake                   | 仙台     | Sony Music                 | Epic Records Japan   |
| High Speed Boyz        | 東京     | ビクターエンタテインメント | freedom records      |
| Hi-Fi CAMP             | 仙台     | ポニーキャニオン           | freedom records      |
| Oranje.                | 仙台     | ユニバーサル ミュージック  | ユニバーサル・シグマ |
| MONKEY MAJIK           | 仙台     | エイベックス               | A.S.A.B              |
| 石崎ひゅーい           | 東京     | Sony Music                 | Epic Records Japan   |
| ニホンジンプロジェクト | 仙台     | ニホプロレコーズ           | ニホプロレコーズ     |
| TEAM ZENRYOKU          | 仙台     | Sony Music                 | Sony Music           |

## UNDER HORSE RECORDS
UNDER HORSE RECORDS（アンダー・ホース・レコーズ）は、エドワード・エンターテインメント・グループが運営しているインディーズ系レコードレーベル。レーベルの名称は、MONKEY MAJIKメンバーの以前の住居の最寄駅であるJR東日本仙石線・下馬駅（宮城県多賀城市。北緯38度18分20.3秒 東経141度0分54.4秒）の英語直訳に由来する。
以下は、同レーベルからCDを発表したアーティストの一覧である（発売順）。
- MONKEY MAJIK
- SUBSTANCE
- starboard
- Radio Beach（秋田在住）
- ROB（仙台在住）
- キマグレン
- パンダライオン

## darwin
darwin（ダーウィン）は、仙台市都心部にあるアーケード街のぶらんどーむ一番町に開設された、東北放送 (TBC) と同社が運営するライブホール。当ライブホールの情報を中心とした音楽ミニ番組「darwin TV」が、TBCテレビにて2012年9月期まで毎週木曜日の深夜に放送されていた。
仙台市消防局が算出した収容人員約140人に対し、収容人員約100人で届け出されたため受理されたが、オープニングイベントで連日400人を超える観客を入れて営業したことが発覚し、消防法などに抵触するとして同局から指導された。

## 沿革
失われた10年の中でも特に企業が不良債権問題で危機的状況にあった1990年代末、一方で、インターネットに代表される情報技術が発達し、2000年（平成12年）には「IT革命」が流行語となるほど一般に広まった。このような背景の下、支店経済都市である仙台では、中央資本の支店や営業所が次々閉鎖される現象が仙台の景気の底と見られる2003年（平成15年）頃まで続いた。J-POP業界では1998年（平成10年）をピークに翌年からCDの売り上げが減少し始め、2000年（平成12年）には仙台にあった中央資本のレコード会社20社の全営業所が閉鎖される事態となった。これ以降、東北地方での営業・興行・新人発掘などは、仙台に置いた各社の駐在員、あるいは、地元企業へのアウトソーシングが基本となる。
のちにエドワードリミテッド（現在のエドワード・エンターテインメント・グループ）の社長となる金野誠は、VAPレコード会社の仙台営業所に勤務していたが、上述の流れから自分の勤める仙台営業所も閉鎖された。同僚全員が東京に引き揚げる中、金野はソニーレコードに転職し、仙台駐在プロモーターとして東北地方で新人発掘を担当する道を選んだ。この頃、青森県でアマチュア活動をしていたMONKEY MAJIKからデモテープを受け取り、メンバーのメイナード・プラントと漆坂ミサオが仙台に呼び寄せられる。
2004年（平成16年）、金野が独立して芸能事務所の「エドワードリミテッド」を設立し、MONKEY MAJIKらが所属した。また、所属アーティストが音楽活動をするためのインディーズ系レコードレーベル「UNDER HORSE RECORDS」も設立した。
翌2005年（平成17年）秋、MONKEY MAJIKがavex（binyl records）と契約し、同社所属アーティストで初めてメジャー・デビューした（デビューシングルは2006年1月18日発売）。続いて2ndシングル「Around The World」がフジテレビ系月9ドラマ「西遊記」の主題歌に起用され、2006年（平成18年）2月22日に発売。オリコンチャートにて初登場4位を記録するなど、一躍トップアーティストの仲間入りを果たすと、同社も軌道に乗り始めた。
2007年（平成19年）には、MONKEY MAJIKの『空はまるで』や、続いて同社からメジャーデビューしたGReeeeNの『愛唄』などもヒットし、2008年（平成20年）には、同社3組目のメジャーデビューとなるキマグレンの『LIFE』などもヒット、同年Hi-Fi CAMPがポカリスエットのCMソングとしてヒット、2011年（平成23年）にはRakeが「100万回の「I love you」」で大ヒット、2012年（平成24年）にはティーナ・カリーナが「あんた」で話題沸騰。
現在はエドワード・エンターテインメント・グループに社名を改称し、定禅寺通沿いの錦町から一町南で花京院通沿いの本町に会社を移転している。

### 年表
前史
- （のちにエドワードリミテッドの社長となる）金野誠が、東北学院大学卒業後、東京の音楽専門学校に入学[2]。
- 1997年（平成9年）　（のちにMONKEY MAJIKを結成する）メイナード・プラントが、カナダから外国語指導助手として来日し、青森県・三八上北地方に居住。
- 1999年（平成11年）4月、金野がVAPレコードに入社。同社の仙台営業所に配属される[2]。
- 2000年（平成12年）、仙台市にあった中央資本のレコード会社20社の全てが営業所を閉鎖[2]。
- 2001年（平成13年）4月、金野はソニーレコードに移籍し、仙台駐在SDプロモーターとして新人発掘を担当[2]。

エドワードリミテッド
- 2004年（平成16年）1月、金野が「エドワードリミテッド」を設立し、社長に就任。金野は音楽プロデューサーとしてアーティストの発掘、育成、プロデュースを行い活動[2]。所属アーティストは、同社のインディーズレーベルである「UNDER HORSE RECORDS」からCDを発売しながら音楽活動を行った。
- 2006年（平成18年）1月18日、MONKEY MAJIKが『fly』でメジャーデビュー。
- 2007年（平成19年）1月24日、GReeeeNが『道』でメジャーデビュー。
- 2008年（平成20年）
  - 2月20日、キマグレンが『あえないウタ』でメジャーデビュー。
  - 6月4日、Hi-Fi CAMPが『キズナ』でメジャーデビュー。

エドワード・エンターテインメント・グループ
 
- 2009年（平成21年）
  - 6月10日、High Speed Boyzが『BAD CITY』でメジャーデビュー（着うた先行配信）。
  - 7月3日、仙台市青葉区一番町にライブハウス「darwin」を開設[8]。
- 2010年（平成22年）1月13日、Rakeが『Fly away』でメジャーデビュー。
- 2011年（平成23年）
  - 9月14日、Oranje.が『100万回の「愛してる」』で配信デビュー。
  - 10月16日、同社主催のMONKEY MAJIKチャリティーイベント「SEND愛」を仙台郊外のセキスイハイムスーパーアリーナで開催。
- 2012年（平成24年）
  - 7月25日、石崎ひゅーいが『第三惑星交響曲』でメジャーデビュー。
  - 9月12日、ティーナ・カリーナがミニアルバム『ティーナ・カリーナ』でメジャーデビュー。
- 2014年（平成26年）
  - 3月、パンダライオンがデビュー。
- 2015年（平成27年）
  - 2月4日、ニホンジンが『ニホンジンのうた 〜ゴハン〜』でメジャーデビュー。